# 1203

## Události
- 24. srpen – Přemysl Otakar I. byl (již podruhé) korunován papežským legátem Giudem před Merseburkem na českého krále

## Narození
- ? – Alžběta Štaufská, kastilská a leonská královna († 5. listopadu 1235)
- ? – Mindaugas, litevský velkokníže († 12. září 1263)

## Úmrtí
- 3. dubna – Artur I. Bretaňský, bretaňský vévoda, následník anglického trůnu (* 29. března 1187)
- ? – Alan z Lille, francouzský mnich, filosof, teolog, světec (* 1128)

## Hlava státu
- České království – Přemysl Otakar I.
- Svatá říše římská – Ota IV. Brunšvický – Filip Švábský
- Papež – Inocenc III.
- Anglické království – Jan Bezzemek
- Francouzské království – Filip II. August
- Polské knížectví – Vladislav III.
- Uherské království – Emerich Uherský
- Sicilské království – Fridrich I.
- Kastilské království – Alfonso VIII. Kastilský
- Rakouské vévodství – Leopold VI. Babenberský
- Skotské království – Vilém Lev
- Byzantská říše – Alexios III. Angelos – Alexios IV. Angelos